# Pellorneum
Pellorneum là một chi chim trong họ Pellorneidae.